# 斯氏海龍
斯氏海龍（学名：Syngnathus springeri），為輻鰭魚綱棘背魚目海龍魚科的其中一種，分布於西大西洋區從加拿大至巴拿馬海域，棲息深度18-127公尺，體長可達38公分，棲息在外海海域。